# Cissus pulcherrima
Cissus pulcherrima là một loài thực vật hai lá mầm trong họ Nho. Loài này được Vell. miêu tả khoa học đầu tiên năm 1829.